# Philippe-Laurent Pons de Verdun
Pour les articles homonymes, voir Pons.
Philippe-Laurent Pons, dit Pons de Verdun, est un homme politique et écrivain français né à Verdun le 17 février 1759, mort à Paris le 7 mai 1844. 

## Biographie
Fils de Laurent Pons, confiseur, et de Marie-Anne Pierson, il fait des études de droit à Paris et exerce avec succès la profession d'avocat avant la Révolution dont il embrasse la cause. Selon Chateaubriand il est l'instigateur du massacre des « Quatorze jeunes filles de Verdun » (septembre 1792). 
La monarchie constitutionnelle mise en place par la constitution du 3 septembre 1791 prend fin à l'issue de la journée du 10 août 1792 : les bataillons de fédérés bretons et marseillais et les insurgés des faubourgs de Paris prennent le palais des Tuileries. Louis XVI est suspendu et incarcéré, avec sa famille, à la tour du Temple.
En septembre 1792, Philippe-Laurent Pons, alors accusateur public du département de la Seine, est élu député du département de la Meuse, le quatrième sur huit, à la Convention nationale. Il ne saurait être confondu avec ses collègues et paronymes Jacques-Louis Dupont (député d'Indre-et-Loire) et Pierre Dupont (député des Hautes-Pyrénées). 

Il siège sur les bancs de la Montagne. Lors du procès de Louis XVI, il vote la mort et rejette l'appel au peuple et le sursis à l'exécution de la peine : 
J'avais d'abord pensé que le jugement du peuple était nécessaire ; mais ensuite, éclairé par l'opinion de Barère et des autres membres, envisageant les inconvénients de cet appel : je dis non. 
En avril 1793, il s'abstient de voter lors du scrutin sur la mise en accusation de Jean-Paul Marat. En mai, il vote contre le rétablissement de la Commission des Douze. 
D'après l'historienne Françoise Brunel, après la chute de Robespierre, Pons de Verdun siège aux côtés des « derniers Montagnards ». Lors de l'insurrection du 12 germinal an III (1er avril 1795), alors que les anciens membres du Comité de Salut public (Bertrand Barère, Jacques-Nicolas Billaud-Varenne et Jean-Marie Collot-d'Herbois) sont décrétés de déportation, Pons signe la demande d'appel nominal. 
Il est ensuite membre du Conseil des Cinq-Cents sous le Directoire et exerça comme accusateur public à Paris
Il se rallie au coup d’État de Bonaparte et devient par la suite avocat général près le Tribunal de Cassation, et ce jusqu'à la chute de l'Empire.
Proscrit comme régicide, il s'exile en Belgique, puis revient en France après l’amnistie partielle de 1818. Il réclame vainement la pension de retraite dont il avait bénéficié auparavant.
On lui connaît des Contes et Poésies diverses (publiés et 1778-1781 et 1807) ainsi qu'un recueil de poésie de 1836 intitulé Filleule et parrain.
En 2023, Nicolas Lumbroso soutient la thèse, sous la direction d'Hervé Leuwers, Pons de Verdun (1759-1844), un juriste et poète en Révolution. Elle reçoit le prix de thèse en histoire de l'institution parlementaire 2024 de l'Assemblée nationale. 

## Sources
- « Philippe-Laurent Pons de Verdun », dans Adolphe Robert et Gaston Cougny, Dictionnaire des parlementaires français, Edgar Bourloton, 1889-1891 [détail de l’édition] [] [PDF]